# Kulfi

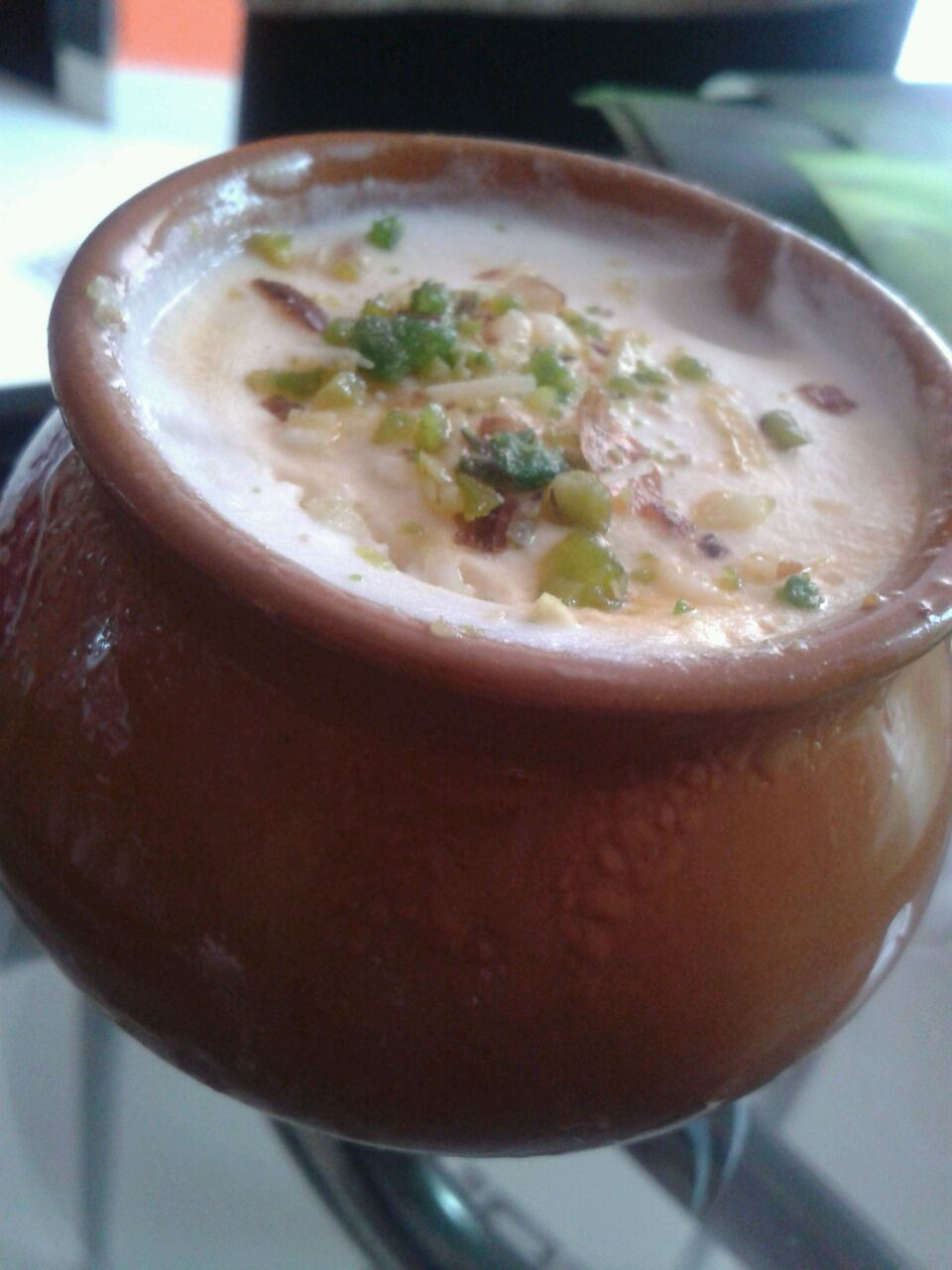
Kulfi

Kulfi sau Qulfi este un desert de lapte înghețat originar din subcontinentul indian din secolul al XVI-lea. Este adesea descrisă ca „înghețată tradițională indiană”. [2] [3] Este popular în India, Sri Lanka, Pakistan, Bangladesh, Nepal, Birmania (Myanmar) și Orientul Mijlociu și este disponibil pe scară largă în restaurantele care servesc bucătării din subcontinentul indian din întreaga lume.
Kulfi este similar cu înghețata ca aspect și gust, dar mai dens și mai cremos. [2] [4] Vine în diferite arome. Cele mai tradiționale sunt smântână (malai), trandafir, mango, cardamom (elaichi), șofran (kesar sau zafran) și fistic. Există variații mai noi, cum ar fi mărul, portocala, căpșuna, arahida și avocado. Spre deosebire de înghețată, kulfi nu este biciuit, rezultând un desert solid, dens, înghețat, similar cu înghețata tradițională pe bază de cremă. Astfel, uneori este considerată o categorie distinctă de desert congelat pe bază de lactate. [4] Datorită densității sale, kulfi durează mai mult timp pentru a se topi decât înghețata occidentală.

## Istorie
Kulfi sau Qulfi este un cuvânt hindustan derivat din persanul Qufli (قفلی) care înseamnă „cupă acoperită”. [5] [6] Desertul provine probabil din Imperiul Mughal în secolul al XVI-lea. Amestecul de lapte dens evaporat era deja popular în bucatele dulci din subcontinentul indian. În perioada Mughal, acest amestec a fost aromatizat cu fistic și șofran, ambalat în conuri metalice și scufundat în gheață de șlam, rezultând invenția lui Kulfi. Ain-i-Akbari, o înregistrare detaliată a administrației împăratului Mughal Akbar, menționează utilizarea salpetrului pentru refrigerare, precum și transportul gheții din Himalaya în zone mai calde. [7]

## Preparare
Kulfi este preparat în mod tradițional prin evaporarea laptelui îndulcit și aromatizat prin gătit lent, cu agitare aproape continuă pentru a împiedica lipirea laptelui pe fundul vasului unde ar putea arde, până când volumul său este redus la jumătate, îngroșându-l, crescându-i grăsimea , proteine și densitate de lactoză. Are un gust distinct datorită caramelizării lactozei și zahărului în timpul procesului de gătit îndelungat. Amestecul semicondensat este apoi înghețat în matrițe etanșe etanș (adesea culharuri cu gura închisă) care sunt apoi scufundate în gheață amestecată cu sare pentru a accelera procesul de înghețare. Amestecul de gheață / sare, împreună cu matrițele sale kulfi scufundate, este plasat într-o matka sau într-o oală de pământ care asigură izolație de căldura externă și încetinește topirea gheții. Kulfi pregătit în acest mod este, prin urmare, numit Matka Kulfi. Kulfi, astfel preparat prin înghețare rapidă, conferă, de asemenea, o senzație unică de gură netedă, lipsită de cristale de gheață.
O versiune mai ușoară este să fierbeți laptele și să adăugați pesmet, mawa (lapte integral uscat) și zahăr în timp ce amestecați. Stratul de cremă format pe laptele care fierbe este aruncat inițial și adăugat la final pentru a îngroșa laptele. Mai recent, Kulfi este preparat din lapte evaporat, lapte condensat îndulcit și smântână grea (dublă). [8] Apoi se adaugă zahăr și amestecul se fierbe în continuare și se adaugă pastă de amidon-apă. Această pastă îngroșează amestecul, deși se fierbe încă câteva minute. Apoi se adaugă arome, fructe uscate, cardamom etc. Amestecul este apoi răcit, pus în forme și congelat. Dacă sunt înghețate în boluri cu porție individuală pentru a fi servite cu o lingură, bolurile sunt scoase din congelator cu 10-15 minute înainte de servire, pentru a permite topirea la margini.
Este garnisit cu cardamom măcinat, șofran sau fistic. Kulfi este, de asemenea, servit cu falooda (fidea de făină din amidon). În unele locuri, oamenii o fac acasă și își fac propriile arome.
În India, kulfi este vândut de către vânzătorii numiți kulfiwalas, care păstrează kulfi înghețat prin plasarea matrițelor într-o oală mare de faianță numită matka, umplută cu gheață și sare. Este dulceața tradițională a subcontinentului indian. 
Kulfi este o mâncare populară disponibilă oriunde, în special în locații turistice precum Mumbai, în locuri precum Gateway of India și Elephanta Caves. [9]